# سرجیو (بازیکن فوتبال، زاده ۱۹۷۱)
سرجیو کلودیو دوس سانتوس (به پرتغالی: Sérgio Cláudio dos Santos) مدافع، هافبک اهل برزیل است که در شهر Nilópolis, Rio de Janeiro و در تاریخ ۲۷ ژوئن ۱۹۷۱ به دنیا آمده‌است.
سرجیو کلودیو دوس سانتوس در تیم‌های فوتبال Itaperuna ،Bahia،فلامینگو،کروزیرو، سائوپائولو و آ.ث. میلان سابقهٔ حضور دارد.